# Joan Rovira i Bruguera
Joan Rovira i Bruguera (Fogars de Montclús, 1881 – 1953) va ser empresari agrícola i alcalde de Fogars de Montclús en tres ocasions entre els anys 1916 i 1931.
Joan Rovira era el propietari de la finca familiar "Can Rovira", en el nucli de la Costa de Montseny, quan va ser elegit alcalde de Fogars de l'1 de gener del 1916 a l'1 d'abril del 1920, de l'1 d'abril del 1922 al 3 d'octubre del 1923 i del 25 de febrer del 1930 al 5 d'abril del 1931. El seu sogre, Esteve Argemí i Puig, també havia estat alcalde de Fogars entre 1923 i 1924. Altres familiars implicats en la política municipal van ser el seu fill Esteve Rovira i Argemí, regidor amb l'alcalde Jaume Riera i Basart (1943-1953), i el seu net Joan Rovira i Cervera, que presidí l'alcaldia entre els anys 1983 i 1984 després d'haver estat regidor en els mandats de Josep Arenas i Cullell (1953-1975) i Agustí Net i Vives (1979-1983).